# Człowiek na rozdrożu
Człowiek na rozdrożu – mural autorstwa meksykańskiego malarza Diego Rivery, który miał ozdobić Rockefeller Center w Nowym Jorku w 1933 roku.

## Historia

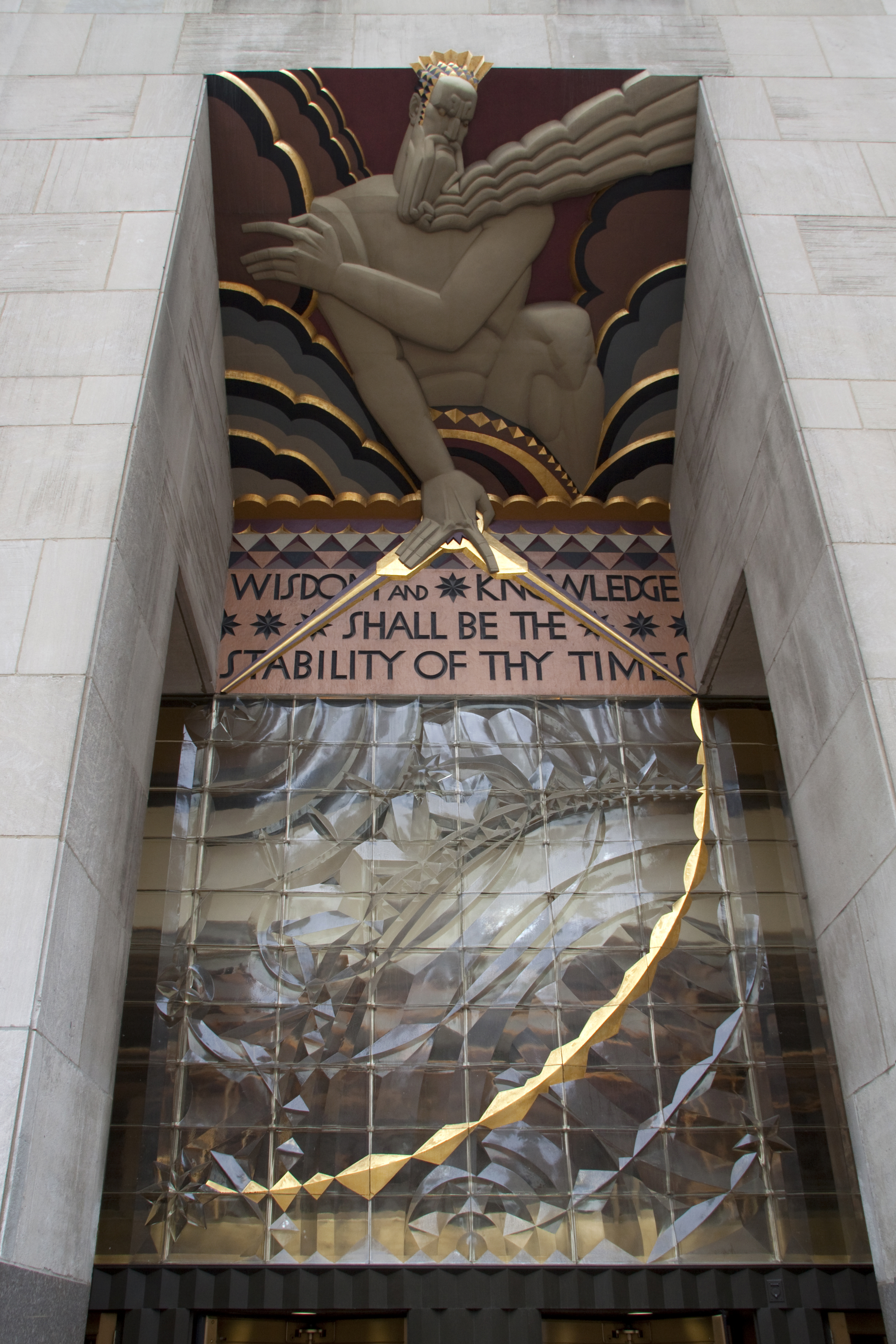
Rokfeller Center, hol główny, gdzie pietrwotnie znajdował się mural Człowiek na rozdrożu.

Na początku lat 30. rodzina Rockfellerowów postanowiła umieścić monumentalny mural w holu głównym Rokfeller Center na Manhattanie, podkreślając tym samym związek centrum z kulturą. Pierwotnie Nelson Rockfeller chciał zatrudnić  Henri Matissa albo Pablo Picassa, ale obu artystów odrzuciło propozycję, ponieważ wówczas już mieli inne zlecenia. Pod koniec 1932 roku Nelson Rockfeller udekorowanie holu budynku RCA zleca meksykańskiemu muraliście Diego Riverze. Rivera najpierw zostaje poproszony o wykonanie i przedstawienie szkicu muralu, którego tematem będzie "człowiek na rozdrożach z nadzieją i w uniesieniu wybierający nową, lepszą przyszłość".
Architekci budynku m. in. Raymond Hood znając styl Rivery wyrazili wówczas swoje obawy co do kolorystyki muralu i zasugerowali, żeby był on wykonany jednak tylko w trzech kolorach: białym, czarnym i szarym. Po negocjacjach Riverze udaje się przekonać Rockfellera, że mural musi być kolorowy. 
Mural jest zestawieniem dwóch kontrastujących ideologii: komunizmu i kapitalizmu, co od samego początku jego powstania wzbudzało kontrowersje. Nelson Rockfeller jednak nie ingeruje w dzieło artysty do momentu, kiedy Rivera w centralnej części muralu umieszcza portret Lenina. W gazecie "World-Telegram" wówczas pojawia się krzyczący nagłówek: "Rivera maluje komunistyczne obrazki za pieniądze Johna D. Jr." a mural jest nazwany antykapitalistyczną propagandą. Reakcja społeczna powoduje, że Nelson Rockfeller pisze do artysty: "Kiedy wczoraj byłem w budynku nr 1, by obejrzeć postępy w pracach nad pańskim niezwykłym muralem, spostrzegłem, że na najświeższej części malowidła umieścił pan portret Lenina. Jest on przepięknie odmalowany, lecz wydaje mi się, że taki wizerunek w takim miejscu może wiele osób urazić. Choć przychodzi mi to z wielkim trudem, muszę pana prosić o zastąpienie twarzy Lenina obliczem kogoś innego".  
Rivera się nie zgadza z tą propozycją, więc dwa tygodnie później dostaje wypowiedzenie pracy i rachunek oraz zostaje wyprowadzony z budynku wraz z asystentami. Sześć miesięcy później mural zostaje bezpowrotnie zniszczony. Zachowały się tylko czarno-białe fotografie muralu, wykonane przez samego artystę.      
Powodem umieszczenia portretu Lenina w samym sercu Manhattanu były poglądy polityczne Rivery. W 1927 roku Diego Rivera jako członek partii komunistycznej odwiedził Moskwę w ramach "delegacji robotniczo-chłopskiej", podczas której był zaangażowany do pomocy w organizacji obchodów dziesiątej rocznicy rewolucji październikowej. Tamże w Moskwie otrzymuje zlecenie od Komisarza Oświaty Anatolija Łunaczarskiego na udekorowanie Biblioteki im. Lenina oraz wykonanie muralu w Klubie Armii Czerwonej. Wykonanie murali nie doszło jednak do skutku, lecz Rivera zabiera swoje szkice do Nowego Jorku.      
Później w Meksyku Rivera maluje ten sam mural ponownie na ścianie wewnątrz Palacio de Bellas Artes, odtwarza go prawie jeden do jeden na podstawie fotografii. Pierwotny mural z Rockfeller Center nosił nazwę "Człowiek na rozdrożu", natomiast meksykańska wersja otrzymała tytuł "Człowiek - kontroler wszechświata".     
Stworzenie muralu zostało pokazane w filmie Frida z 2002 roku, w reżyserii Julie Taymor.

## Galeria

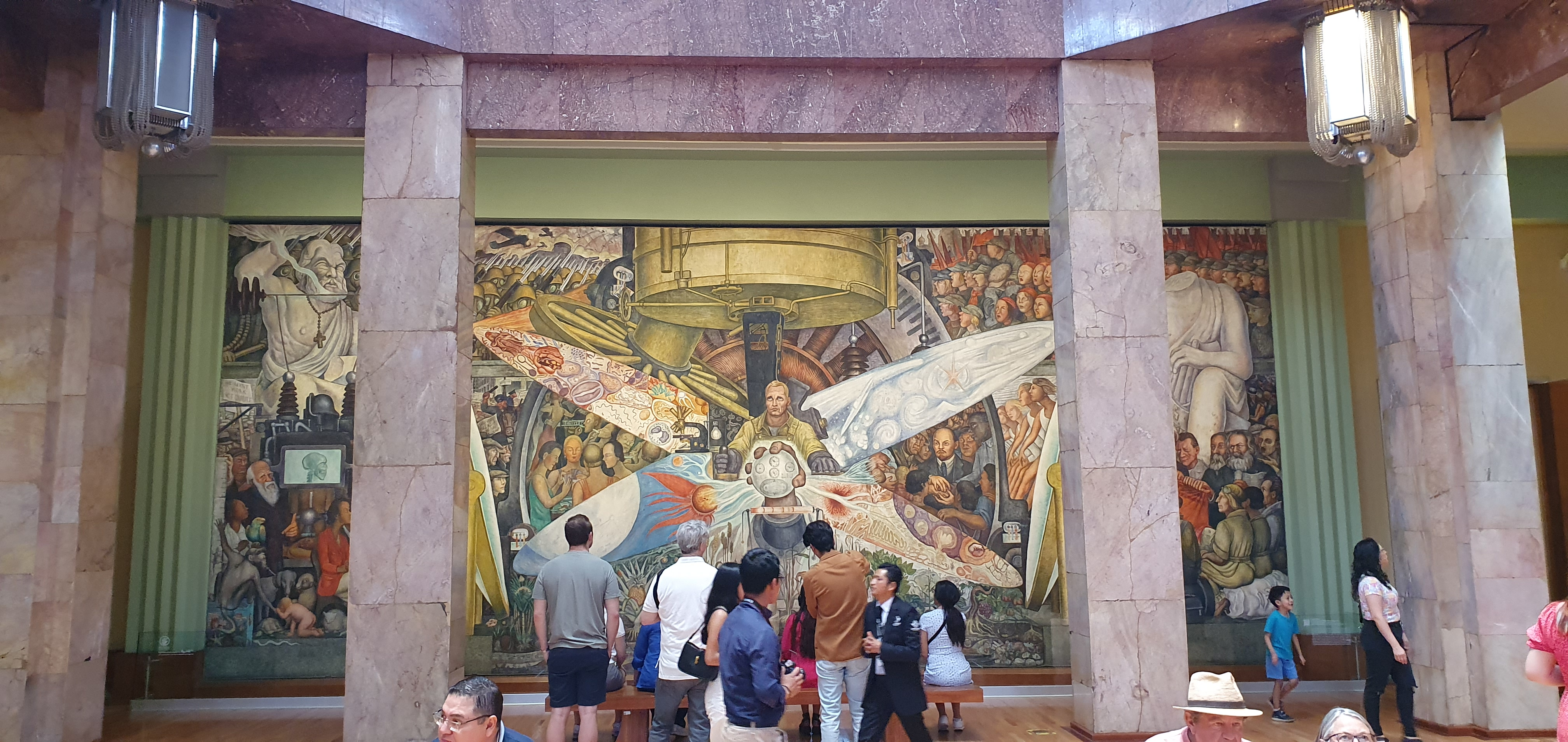
"Człowiek - kontroler wszechświata" w Palacio de Bellas Artes w Meksyku, 1934
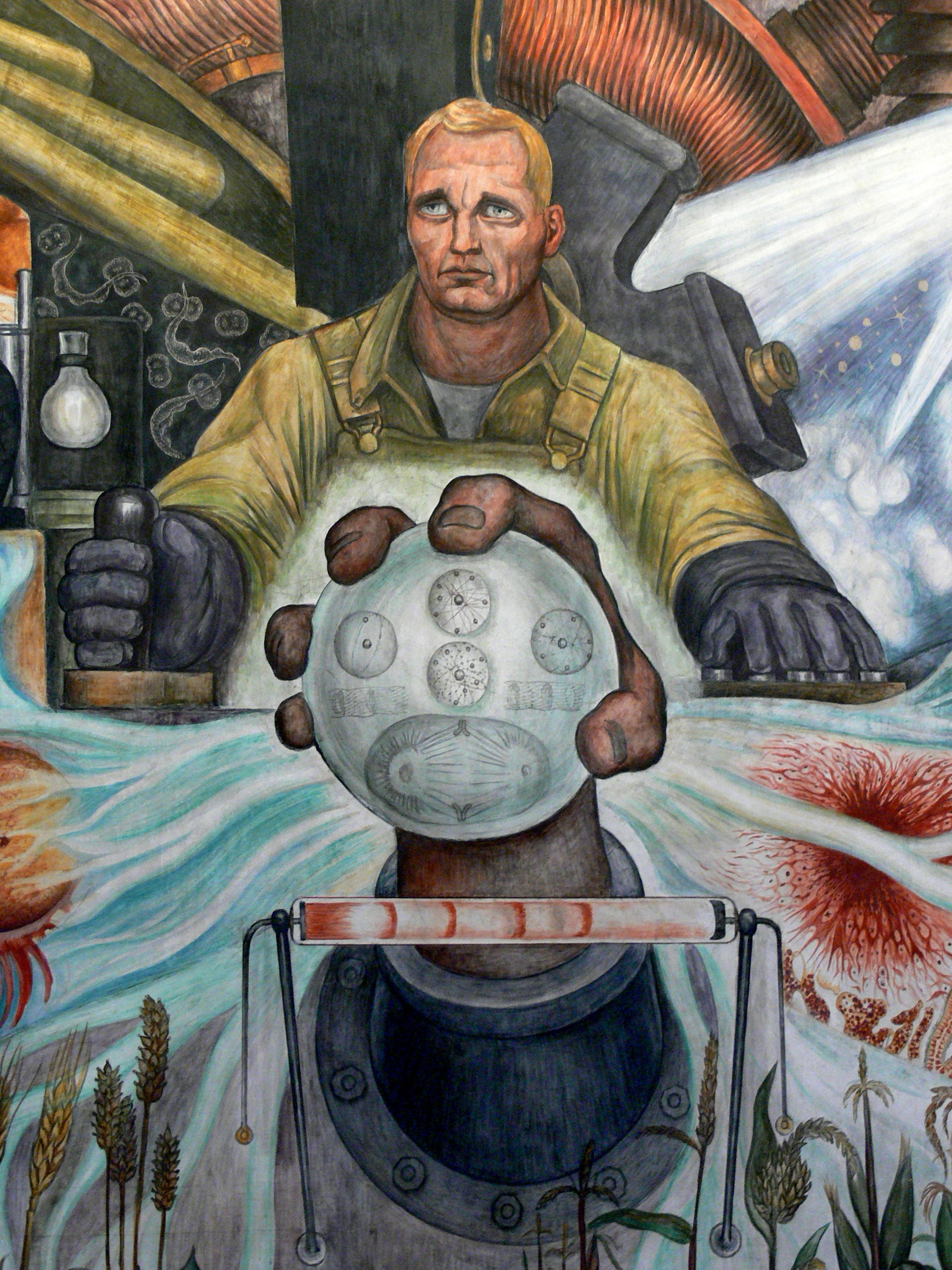
"Człowiek - kontroler wszechświata" - fragment części centralnej muralu
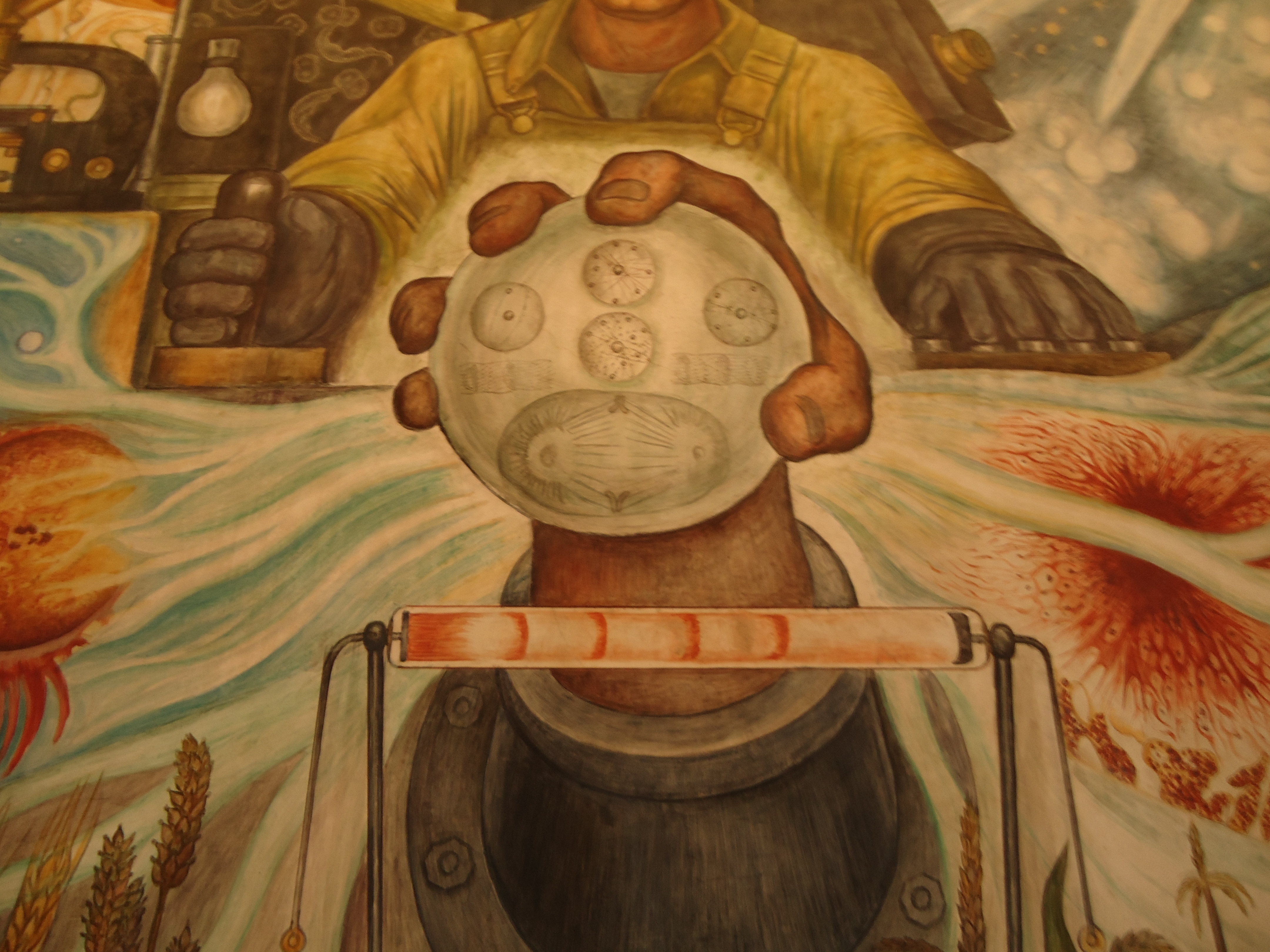
Detal
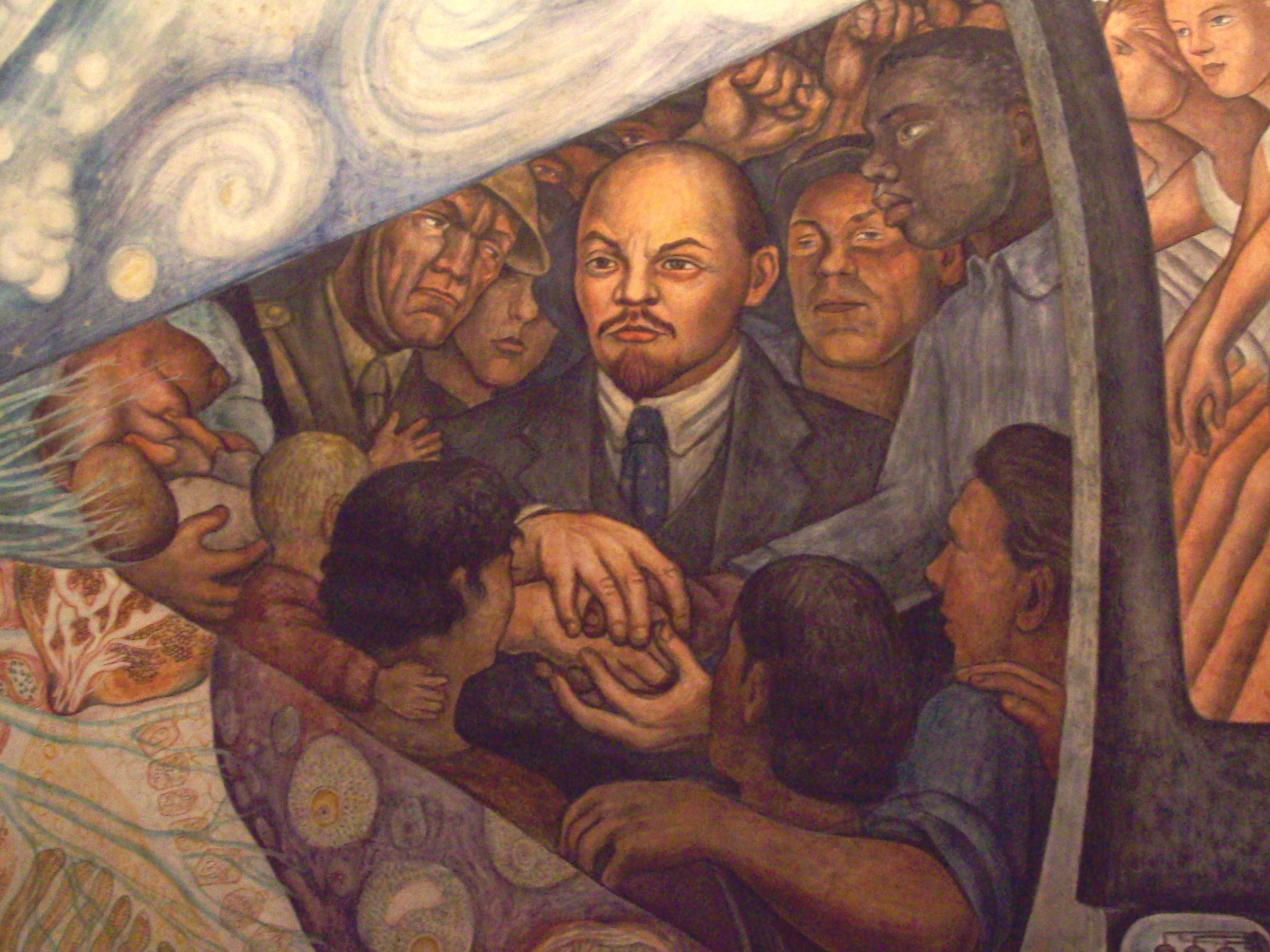
Portret Lenina
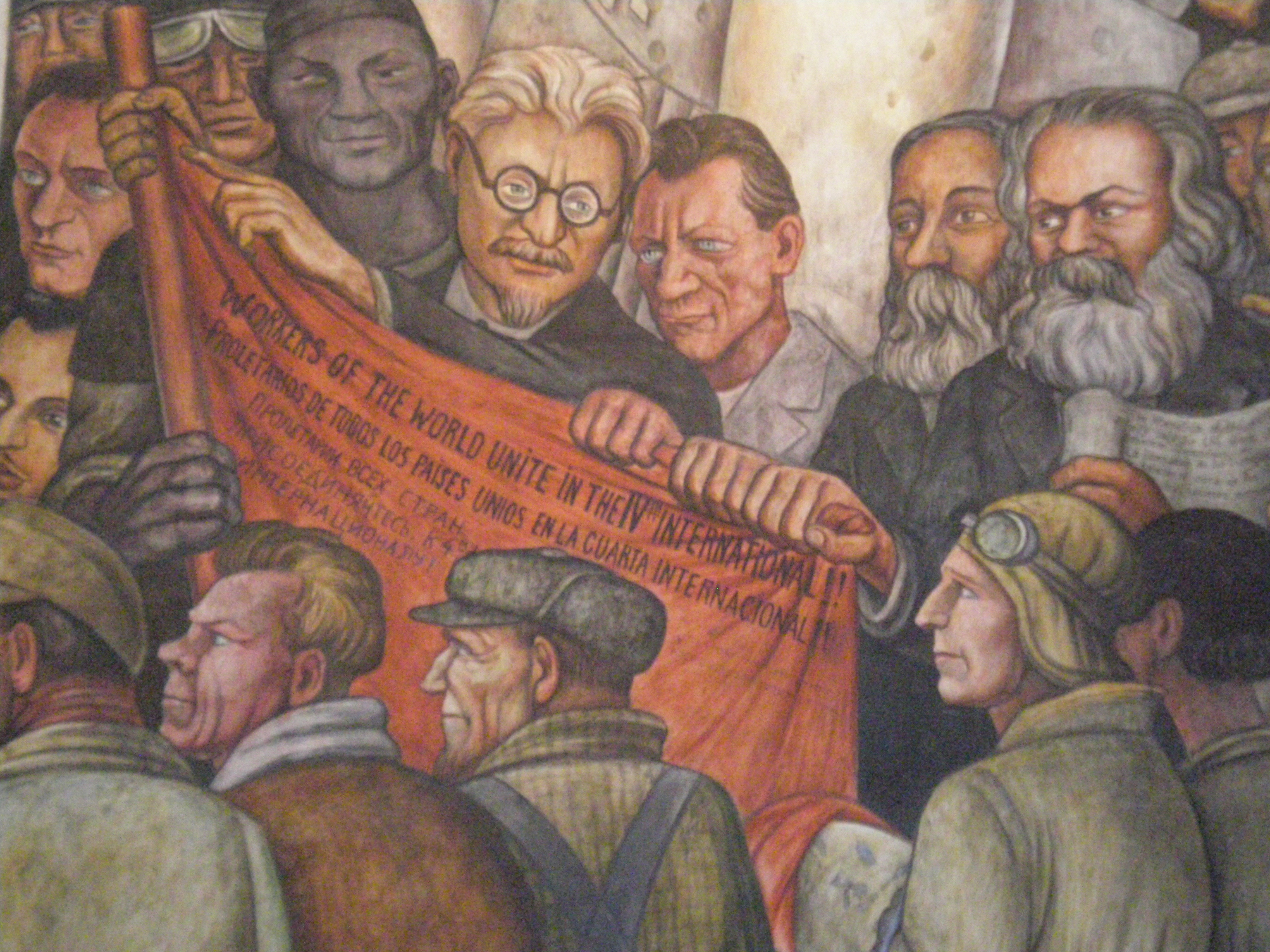
Fragment przedstawiający Lwa Trockiego, Friedricha Engelsa i Karola Marksa